# VRLA-Akkumulator

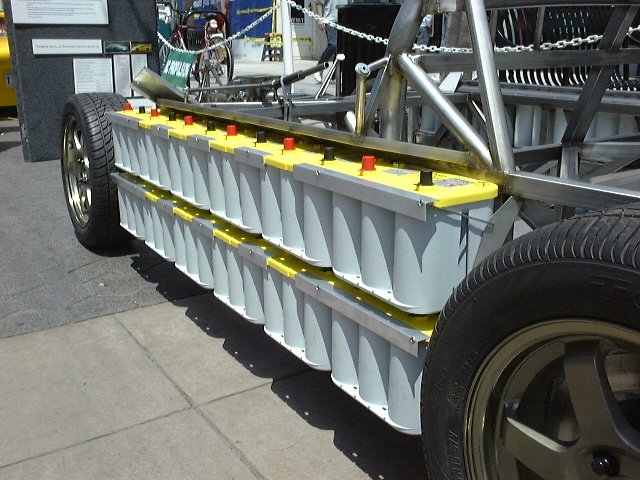
Antriebsbatterie des AC Propulsion tzero mit AGM-Akkumulatoren

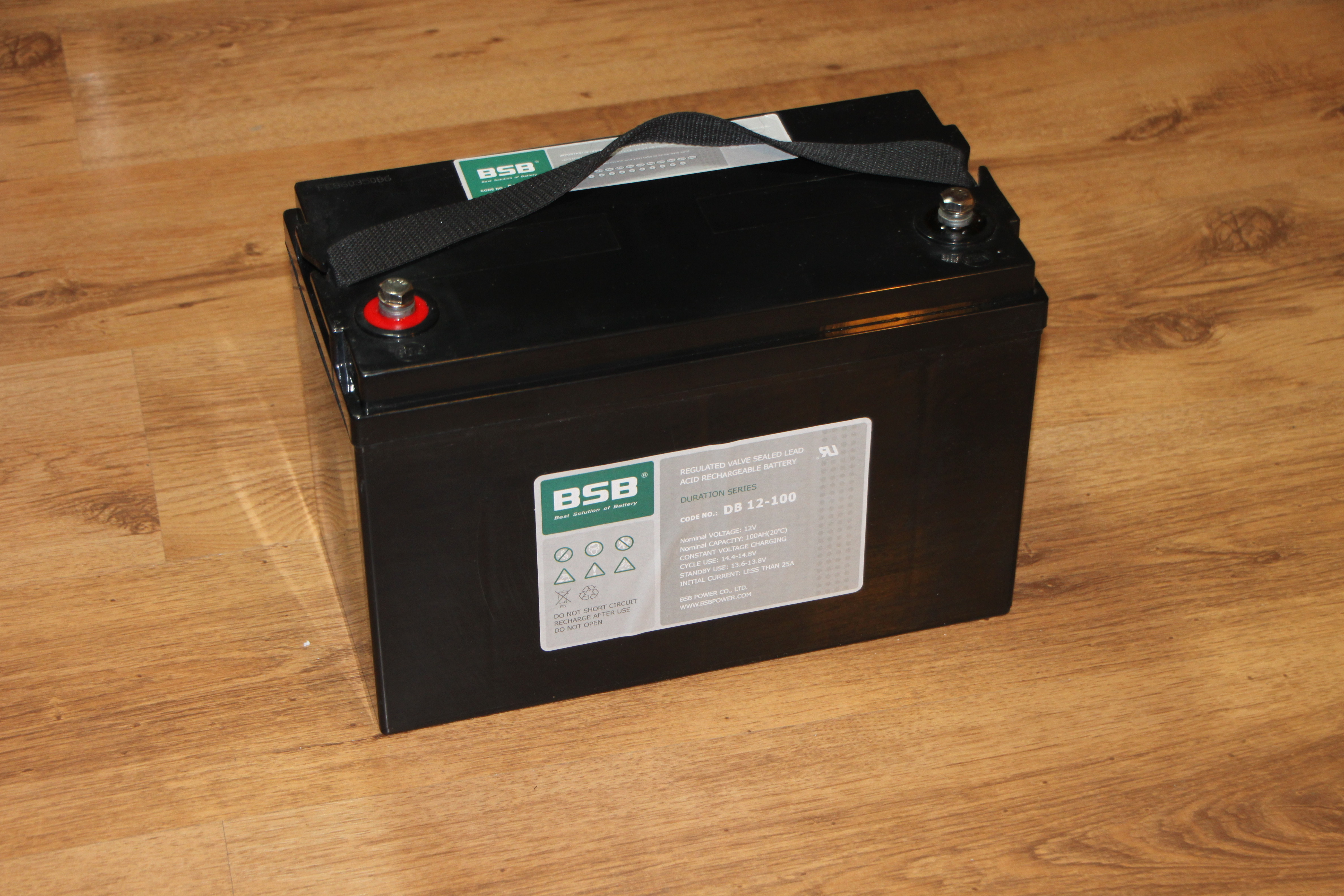
AGM-Akkumulator mit 100 Amperestunden

Ein VRLA-Akkumulator (engl. valve-regulated lead-acid battery „ventilgeregelte Blei-Säure-Batterie“) ist ein Bleiakkumulator in einer verschlossenen Bauform. Der Akkumulator enthält ein Überdruckventil.

## Merkmale
Gemeinsame Merkmale verschlossener Bleiakkumulatoren sind:
- Die Zellen sind zugeschweißt, es existiert lediglich ein Überdruckventil.
- Der Elektrolyt ist angedickt, also nicht mehr flüssig, dadurch ist es möglich, verschlossene Bleiakkumulatoren dauerhaft in Seitenlage zu betreiben, jedoch nur, wenn die Plattensätze vertikal angeordnet sind, um das rekombinierte Wasser aufzusaugen. Aufgrund der Kapillarwirkung ist bei horizontaler Lage der Plattensätze der Elektrolyt-Sättigungsgrad der oberen Schichten nicht gewährleistet. Bleiakkumulatoren können aufgrund der Sicherheitsventile nicht dauerhaft „über Kopf“ betrieben werden, da dann ein Austritt von Tropfmengen des Elektrolyten möglich wäre. Vorübergehendes Betreiben oder Lagern in ungewöhnlichen Lagen ist jedoch unkritisch, weswegen Postversand oder Umdrehen von Geräten wie Rasenmähern zu Wartungsarbeiten kein Problem ist.
- Bei herkömmlichen Bleiakkumulatoren muss regelmäßig in der Wartung destilliertes Wasser in den einzelnen Zellen nachgefüllt werden, das im Zuge der Gasung oder bei Erwärmung verdunstet und dabei auch die Säurekonzentration verändert. Das ist bei verschlossenen Akkumulatoren nicht möglich und auch nicht notwendig.
- Verschlossene Bleiakkumulatoren gasen deutlich weniger als herkömmliche: Durch den festgelegten Elektrolyten hindurch bilden sich Gaskanäle aus. Der durch die Nebenreaktion an der positiven Elektrode gebildete Sauerstoff kann daher direkt zur negativen Elektrode wandern und dort zu Wasser rekombinieren.
- Bei Überladung eines verschlossenen Bleiakkumulators, etwa bei defektem Laderegler, wird ein Überschuss an Sauerstoff erzeugt, der nicht mehr rekombinieren kann. Im gleichen Maße wird an der negativen Elektrode Wasserstoff erzeugt. Da ein Nachfüllen des Elektrolyten nicht möglich ist, erfordern verschlossene Bleiakkumulatoren somit ein angepasstes Ladeverfahren. Es muss vermieden werden, dass der Akkumulator über längere Zeit bei einer zu hohen Spannung geladen wird, die mit starker Gasung verbunden ist. In diesem Fall entweichen die Gase durch das Überdruckventil, und der Akkumulator kann mit der Zeit austrocknen; die über die Sicherheitsventile ausgetretenen Gase können nicht mehr rekombiniert werden. Die Ventile haben Richtungswirkung und lassen keine Belüftung bzw. Rückführung von Medien zu. Der Einsatz von katalytisch wirkendem Werkstoff erfolgt niemals im Inneren eines Akkumulators und ist nur bei offen belüfteten Systemen möglich, er dient dann zur Gastrocknung, um äußere Benetzung zu vermeiden.
- Bei Ladung mit zu hoher Spannung besteht bei verschlossenen Bleiakkumulatoren die Gefahr des thermischen Durchgehens: Der interne Sauerstoffkreislauf erwärmt den Akkumulator. Eine Erhöhung der Akkumulatortemperatur führt bei konstanter Spannung zu einem erhöhten Ladestrom. Dieser führt zu einer vermehrten Gasentwicklung und der Sauerstoffkreislauf wird verstärkt. Dieser selbstverstärkende Prozess kann den Akkumulator überhitzen und zerstören.

## Gel-Akkumulator

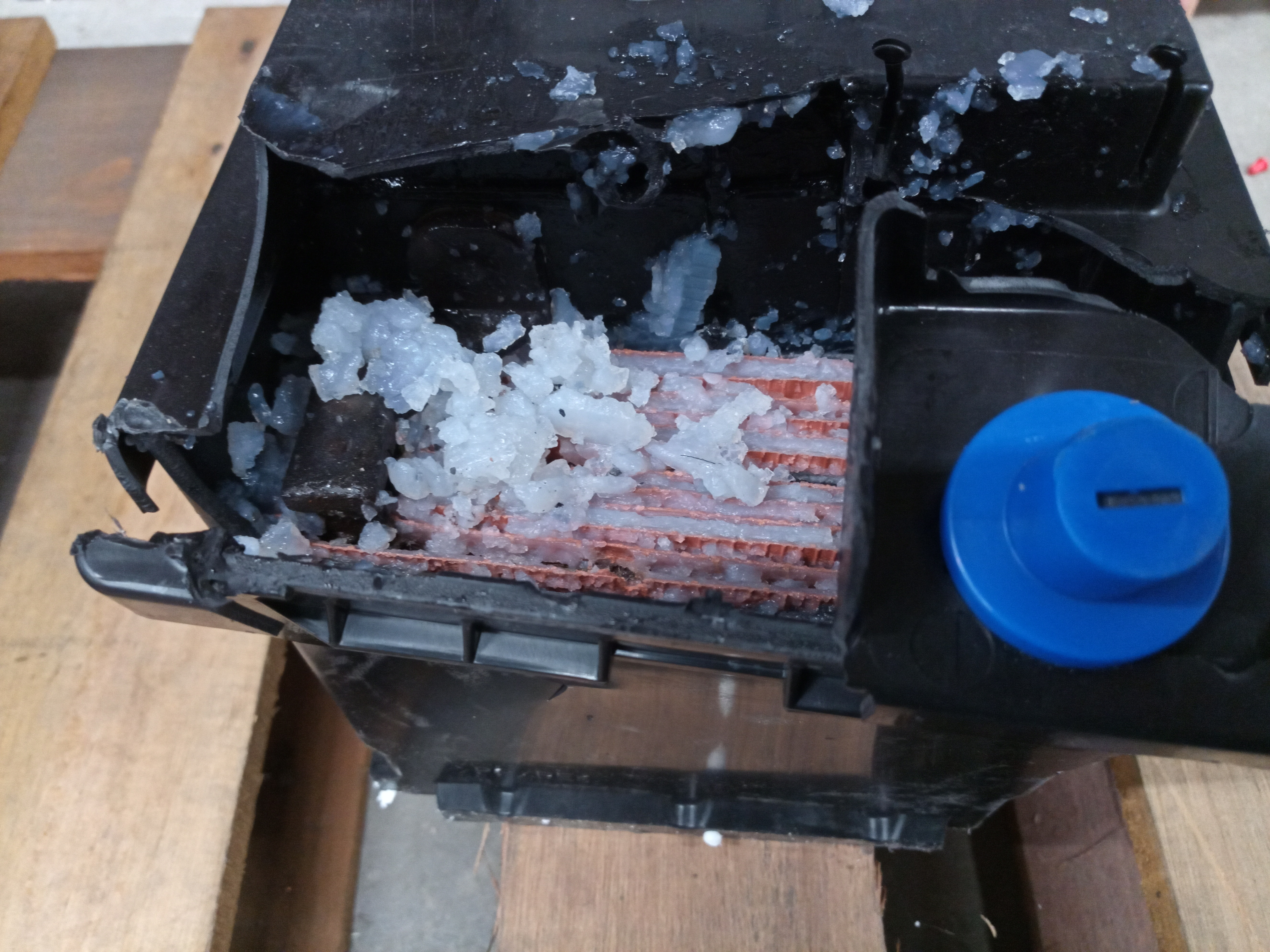
Aufgebrochene Bleigelbatterie, gut erkennbar der gelierte Elektrolyt auf den Plattenpaketen

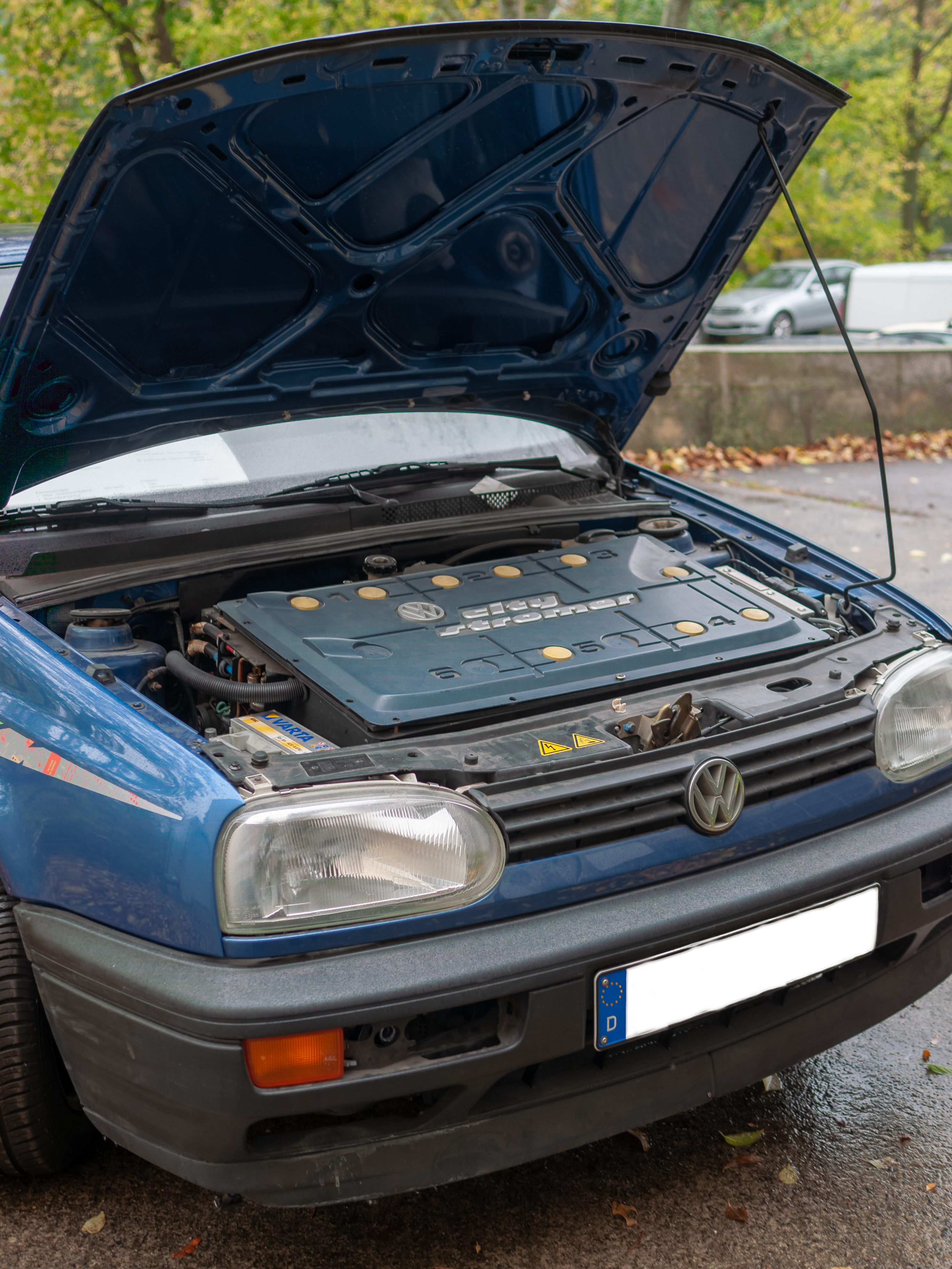
Der CityStromer wurde mit Blei-Gel-Akku ausgeliefert

Ein Gelakkumulator ist eine Bauform des Bleiakkumulators, bei dem durch Zusatz von Kieselsäure (daher auch oft Silicium-Gel-Akkumulator genannt) der Elektrolyt (flüssige Schwefelsäure) gebunden wird. Weil diese Art Akkumulator vollständig verschlossen ist, ist es daher auch nicht möglich, Wasser nachzufüllen. Diese Bauart wird auch als SLA-Akkumulator (SLA = engl. sealed lead acid) bezeichnet.
Spezifische Eigenschaften von Gelakkumulatoren:
- Es tritt praktisch keine Säureschichtung auf, die sonst einen relevanten Kapazitätsverlust durch Entmischung bewirken würde, mit dichterer Säure unten und dünnerer oben.
- Der Innenwiderstand von Gel-Bleiakkumulatoren ist höher als bei vergleichbaren nicht verschlossenen Bleiakkumulatoren. Sie sind daher weniger geeignet, hohe Ströme zu liefern, wie sie bei der Anwendung als Starterbatterie erforderlich sind. Für Motorräder, Motorroller und ähnliche Fahrzeuge sind sie aufgrund ihrer sonstigen Eigenschaften trotzdem verfügbar.

## Absorbent Glass Mat (AGM)
Absorbent Glass Mat (AGM) ist eine weitere Bauform des Bleiakkumulators, bei der der Elektrolyt in einem Vlies aus Glasfaser gebunden ist. Die dafür gebräuchliche Bezeichnung auf dem Markt ist VRLA-AGM.
Vlies-Akkumulatoren können mindestens gleich hohe Ströme wie offene Versionen liefern und werden etwa als Starterbatterie in Motorrädern, Booten (keine auslaufende Säure beim Kippen oder Kentern), Fahrzeugen mit Start-Stopp-System oder Elektrofahrzeugen (so z. B. im CityEL) verwendet. Auch bei Car-Hifi-Anwendungen werden diese Akkumulatoren vermehrt eingesetzt. Dort macht man sich den niedrigeren Innenwiderstand (im Vergleich zu Nassakkumulatoren) zunutze.
Große Hersteller für Anwendungen in Kraftfahrzeugen sind unter anderem Clarios (vormals Johnson Controls Power Solutions, z. B. in Hannover), Exide, GS Yuasa und Banner Batterien.